# Ergänzungsrichter
Ergänzungsrichter sind im deutschen Recht Richter, die bei Verhandlungen von längerer Dauer zusätzlich zu den vom Gesetz vorgeschriebenen Richtern hinzugezogen werden können (§ 192 GVG). Ergänzungsrichter nehmen an der gesamten mündlichen Verhandlung bzw. Hauptverhandlung teil, dürfen aber nicht an Beratungen und Entscheidungen mitwirken. Für den Fall, dass nach Beginn der mündlichen Verhandlung ein an sich zuständiger Richter, beispielsweise wegen Erkrankung oder wegen erfolgreicher Ablehnung wegen Befangenheit, aus dem Verfahren ausscheidet, tritt der nächste Ergänzungsrichter an seine Stelle. Falls der Vorsitzende ausscheidet, tritt der dienstälteste Beisitzer oder der Berichterstatter an seine Stelle, erst dieser wird dann durch einen Ergänzungsrichter ersetzt.
Die Hinzuziehung von Ergänzungsrichtern wird vom Vorsitzenden vor Beginn der mündlichen Verhandlung nach pflichtgemäßem Ermessen angeordnet und ist nicht anfechtbar. Die Person der hinzuzuziehenden Ergänzungsrichter folgt aus dem Geschäftsverteilungsplan.
Die gesetzliche Regelung gilt unmittelbar für die ordentliche Gerichtsbarkeit, also sowohl für den Zivilprozess als auch für den Strafprozess. Die Gesetze über andere Gerichtsbarkeiten verweisen ebenfalls auf diese Vorschrift  (§ 9 LandwVerfG, § 116 BRAO, § 9 Abs. 2 ArbGG, § 61 Abs. 2 SGG, § 52 FGO, § 55 VwGO). Praktische Bedeutung hat die Regelung aber nur für das Strafverfahren, da lediglich dort der Grundsatz gilt, dass das Urteil nur von den Richtern gefällt werden darf, die an der gesamten Hauptverhandlung teilgenommen haben. Die Regelung über Ergänzungsrichter gilt auch für Schöffen. Zusätzlich hinzugezogene Schöffen heißen Ergänzungsschöffen.
Hauptverhandlungen in Strafsachen dauern bei schwerwiegenden Tatvorwürfen und komplizierten Sachverhalten oft geraume Zeit. Die Hinzuziehung von Ergänzungsrichtern und Ergänzungsschöffen ist eine wichtige Möglichkeit, eine eventuell sonst notwendig werdende Aussetzung der Hauptverhandlung mit der Folge, dass sie danach von Neuem begonnen werden muss (umgangssprachlich: „Platzen des Prozesses“), zu vermeiden. 